# キルデベルト3世 (フランク王)
キルデベルト3世（Childebert III, 683年 - 711年4月23日）は、メロヴィング朝の10代国王（在位：695年 - 711年）。670年に生まれたとする説もある。

## 生涯
テウデリク3世とクロティルダ（または、ドーダ）の子供である。母方の伯父である宮宰ピピン2世に操られていた。
697年にエドンヌと結婚し、699年にエドンヌはダゴベルト3世を産んだ。 